# Domaine d'Obama
 (septembre 2016).

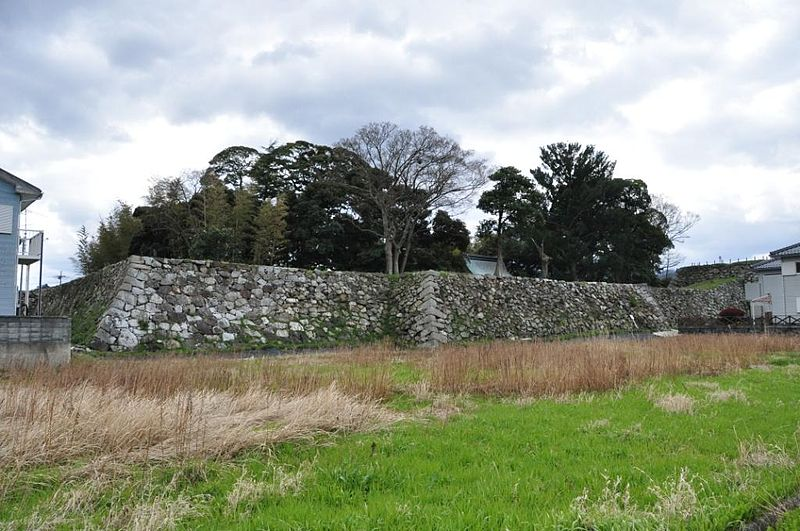
Ruines du château d'Obama.

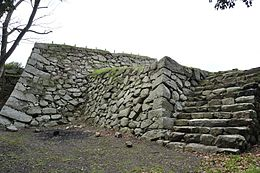
Angle d'un mur de pierre du château.

Le domaine d'Obama (小浜藩, Obama-han) était un domaine féodal japonais de l'époque d'Edo, basé autour du château d'Obama dans la province de Wakasa (aujourd'hui préfecture de Fukui).
La capitale du domaine d'Obama était un port prospère durant une grande partie des XVe et XVIIe siècles, mais elle devint progressivement une tranquille ville fortifiée de province durant l'époque d'Edo. Ce fut toujours un lien important dans les routes maritimes locales entre Ezo et la côte de la mer du Japon, et elle joua un rôle significatif dans le développement économique du début de la période Edo.

## Histoire
Durant la période Sengoku, Obama a été dirigé par plusieurs seigneurs se succédant, dont des membres du clan Takeda et de Niwa Nagashige, d'Asano Nagamasa et d'autres dont Kinoshita Katsutoshi. Du fait que Kinoshita ait combattu contre Ieyasu Tokugawa à la décisive bataille de Sekigahara en 1600, il fut privé du territoire et prit sa retraite pour devenir poète.

### Kyōgoku
En 1600, Takatsugu Kyogoku s'est établi à Obama. C'était en partie une récompense pour sa conduite pendant le siège d'Ōtsu. La même semaine que la bataille de Sekigahara, Takatsugu n'a pas réussi à conserver le château d'Ōtsu ; mais la victoire de Sekigahara marginalisera toutes les conséquences défavorables de sa défaite. En déplaçant Takatsugu à Obama, le shogunat a effectivement reconnu que son rôle à Sekigahara fut crucial. Le siège a attiré des hommes loin de l'armée de Tokugawa massée à Sekigahara. En d'autres termes, ceci signifiait que les attaquants d'Ōtsu étaient trop occupés pour se battre sur le terrain principal.
En 1607, le fils de Takatsugu, Tadataka Kyōgoku, s'est marié avec la quatrième fille du shogun Hidetada Tokugawa. Deux ans plus tard, Tadataka devient daimyo à la mort de son père en 1609. Tadataka restera à Obama jusqu'en 1634 au moment où le bakufu lui a ordonné de se déplacer au domaine de Matsue dans la province d'Izumo.

## Sakai
Sakai Tadakatsu, autrefois du clan Sakai du domaine de Kawagoe dans la province de Musashi, s'est alors établi au domaine d'Obama. Sakai était l'un des hauts responsables du shogunat, siégeant au conseil des rōjū, et plus tard à sa tête, ou tairō. Il a été remplacé au domaine par son quatrième fils, Saikai Tadanao.
Tadanao a investi de sa fortune pour créer de nouveaux domaines. Le domaine de Katsuyama (10 000 koku) dans la province d'Awa a été ainsi fondé pour son neveu en 1668, et le domaine de Tsuruga (10 000 koku) dans la province d'Echizen a été fondé en 1682 par son fils. Après qu'un autre de 3 000 koku a été donné au cinquième fils de Tadanao, Sakai Tadane Sakai, le domaine fut réduit à 103 500 koku.
Tadakatsu a beaucoup fait pour établir un gouvernement au domaine et pour assurer sa puissance et sa stabilité. Il a mis en application un système d'imposition et a installé des magistrats (machi-bugyō) et des gouverneurs locaux. Cependant, une inondation a ravagé le domaine en 1735 et une famine a fait son apparition, comme dans beaucoup d'autres domaines de l'époque. Les paysans ont cherché l'aide de leur seigneur, mais il ne les a pas secourus. En 1770, il y eut une violente révolte rurale. Des efforts ont été faits pour assainir les finances du domaine et pour aider les paysans, mais la famine est encore réapparue plusieurs décennies plus tard en 1836.
Le douzième Sakai d'Obama, Sakai Tadaaki, était également le protecteur de Kyoto (Kyoto shoshidai). Il a travaillé avec Naosuke Ii pour effectuer la purge d'Ansei, connecter le shogunat et la cour impériale et réprimer la révolte de Takeda Kōunsai. En 1868, il a combattu pour le shogunat durant la guerre de Boshin. Vaincu, il est néanmoins retourné à son poste à Obama, sous le nouveau nom de Sakai Tadaaki. Quand le poste des daimyos a été supprimé en 1869, il est devenu gouverneur d'Obama ; deux ans plus tard, le système han a été aboli et Obama est devenue une préfecture. Elle a été absorbée par la préfecture de Shiga en 1876, puis dans celle de Fukui en 1881.

## Les daimyos d'Obama

### Kyōgoku
- Kyōgoku Takatsugu
- Kyogoku Tadataka (1648-1720)

### Sakai
- Sakai Tadakatsu
- Sakai Tadanao
- Sakai Tadataka
- Sakai Tadasono
- Sakai Tadashige
- Sakai Tadaakira
- Sakai Tadamochi
- Sakai Tadayoshi
- Sakai Tadatsura
- Sakai Tadayuki
- Sakai Tadayori
- Sakai Tadaaki
- Sakai Tadauji
- Sakai Tadatoshi

## Résident célèbre
- Nobutomo Ban 伴信友 (1773-1846), érudit du Kokugaku.